# Parijse school

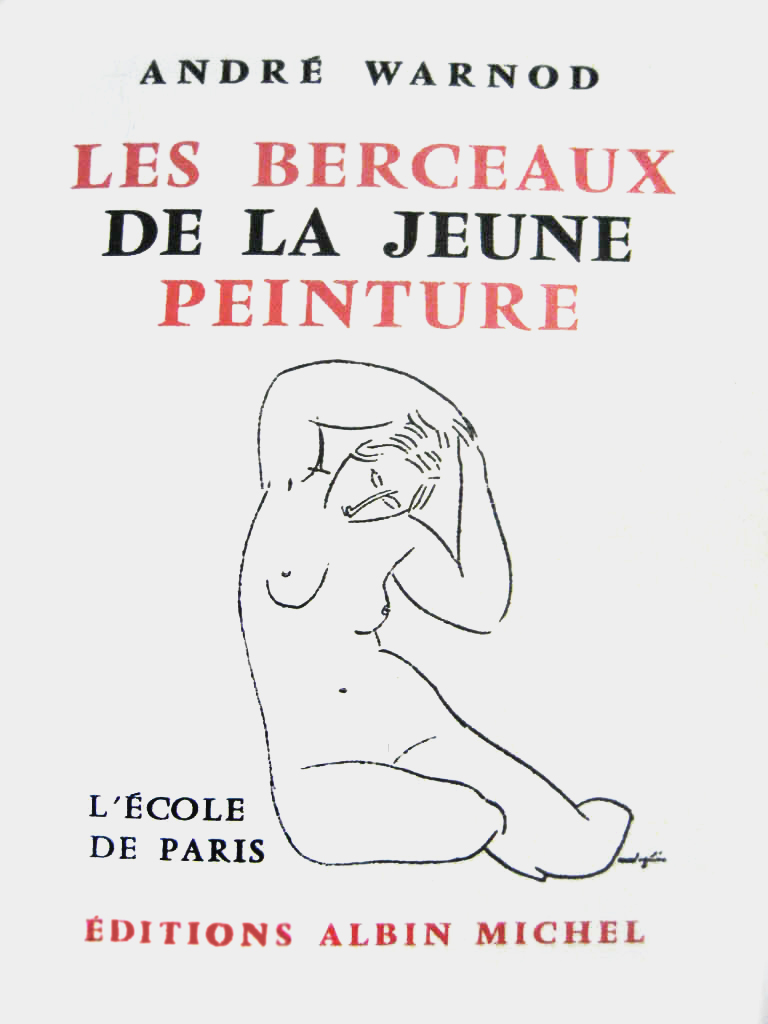
André Warnod, Les Berceaux de la jeune peinture, 1925. Illustratie door Amedeo Modigliani.

Parijse school (Frans: École de Paris) is een verwijzing naar de kunstartiesten die in de Franse hoofdstad Parijs werkten in de eerste helft van de twintigste eeuw.
De Parijse school was geen enkele kunstbeweging of -instelling, maar een verwijzing naar het belang van Parijs als centrum van westerse kunst in de eerste decennia van de twintigste eeuw. Tussen 1900 en 1940 trok de stad kunstenaars van over de hele wereld en werd het een centrum voor artistieke activiteit.

## Geschiedenis
Ten tijde voor de Eerste Wereldoorlog werd de naam ook toegepast op kunstenaars die betrokken waren bij de vele samenwerkingen en overlappende nieuwe kunststromingen. In die periode vonden vele artistieke samenwerkingen en stromingen plaats in Montmartre. Na de Eerste Wereldoorlog trok de Spaanse beeldhouwer en schilder Pablo Picasso weg, en verspreidde de oorlog vrijwel alle overige kunstenaars. Tegen de jaren 1920 was Montparnasse het centrum geworden van de avant-garde. Na de Tweede Wereldoorlog werd de naam toegepast op een andere groep abstracte kunstenaars.

### Vroege kunstenaars
Voor de Eerste Wereldoorlog creëerden een groep expats kunst in de stijlen van post-impressionisme, kubisme en fauvisme. Deze artiesten zijn onder meer Pablo Picasso, Marc Chagall, Amedeo Modigliani en Piet Mondriaan. Picasso en Henri Matisse worden beschreven als de leiders van de Parijse school (chefs d'école) in die tijdsperiode.

### Na de Eerste Wereldoorlog
Tussen de jaren 1920 en 1940 werd geëxperimenteerd met kunststijlen als kubisme, orfisme, surrealisme en dadaïsme. Franse en buitenlandse artiesten die in Parijs werkten waren onder meer Jean Arp, Joan Miró, Constantin Brâncuși en Raoul Dufy. Een belangrijke subgroep, de joodse kunstenaars, kwam bekend te staan als de joodse school van Parijs of de school van Montparnasse. Enkele leden van de groep waren onder meer Emmanuel Mané-Katz, Chaim Soutine, Adolphe Féder en Marc Chagall.

### Na de Tweede Wereldoorlog
In de nasleep van de Tweede Wereldoorlog werden nationalistische en antisemitische opvattingen in diskrediet gebracht en kreeg de term een algemener gebruik ter aanduiding van zowel buitenlandse als Franse kunstenaars in Parijs. Na deze periode (après-guerre) verwees de term Parijse school vaak naar tachisme en lyrische abstractie. Belangrijke kunstenaars in die tijd waren onder anderen Jean Dubuffet, Pierre Soulages, Jean-Michel Coulon, Nicolas de Staël, Hans Hartung, Serge Poliakoff, Bram van Velde, Georges Mathieu, Jean Messagier en Zoran Mušič. Veel van hun tentoonstellingen vonden plaats in de Galerie de France in Parijs en vervolgens in de Salon de Mai, waar een groep van hen exposeerde tot in de jaren 70 van de twintigste eeuw.

## Galerij

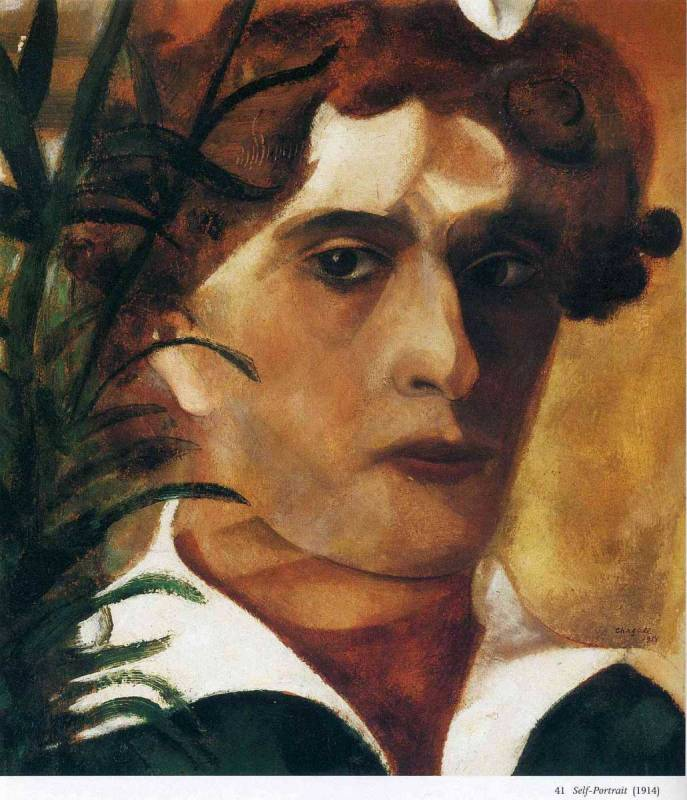
Marc Chagall, Zelfportret, 1914.
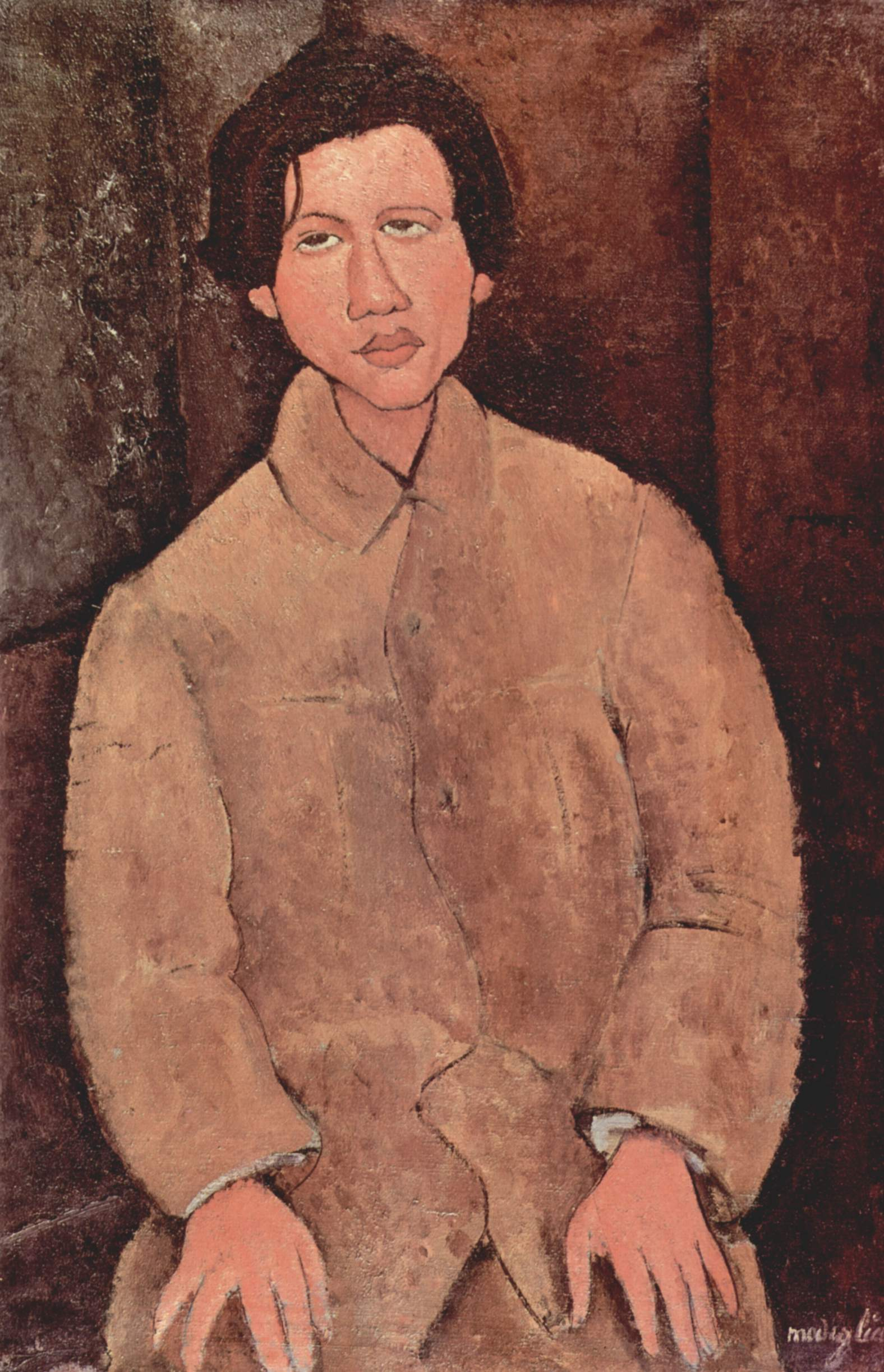
Amedeo Modigliani, Portret van Chaïm Soutine, 1916.